# Shirley Cawley
Shirley Cawley (Reino Unido, 26 de abril de 1932) fue una atleta británica, especializada en la prueba de salto de longitud en la que llegó a ser medallista de bronce olímpica en 1952.

## Carrera deportiva
En los JJ. OO. de Helsinki 1952 ganó la medalla bronce en salto de longitud, con un salto de 5.92 metros, quedando en el podio tras la neozelandesa Yvette Williams (oro con 6.24 m) y la soviética Aleksandra Chudina (plata con 6.14 metros).